# 佐藤充宏
佐藤 充宏（さとう みつひろ、1951年12月31日 - ）は、神奈川県横浜市出身のフリーアナウンサー、元NHKアナウンサー。オーケープロダクション所属。

## 来歴・人物
青山学院大学法学部を卒業後、1974年入局。同期には末田正雄、徳田章、三宅民夫、桜井洋子らがいる。東京アナウンス室の在任中には、『連想ゲーム』司会、『イブニングネットワーク』・『イブニングネットワークみやぎ』メインキャスター、『NHKスペシャル』ナレーター、『きょうの料理』などを担当。
1995年にNHKを退職しフリーとなる。
フリー転身の直後よりフジテレビ『ビッグトゥデイ』の総合司会を担当。『ビッグトゥデイ』終了後は同じくフジテレビ『土曜一番!花やしき』のプレゼンター役をしばらく務めた。その後、司会や講演などで活動している。

## 出演

### テレビドラマ
- 土曜ワイド劇場 温泉若おかみの殺人推理(9)（2000年12月30日、テレビ朝日） - パーティーの司会者役
- 火曜サスペンス劇場 小京都ミステリー（29）「郡上おどり殺人事件」（2001年1月16日、日本テレビ）- アートギャラリー「遊童館」館長・水野政雄役
- 土曜ドラマ ハゲタカ 最終回（2007年3月24日、NHK） - テレビ番組のリポーター役
- ドラマ24 怨み屋本舗REBOOT 最終回（2009年9月25日、テレビ東京） - ワイドショーの司会者・佐藤充宏役
- ドラマW 第三のミス〜まず石を投げよ〜（2009年12月13日、WOWOW） - テレビ番組の司会者役
- 木曜ドラマ9 パパドル! 第4話（2012年5月17日、TBS） - SONG FROM GENERATIONの司会者役